# Justine Pasek
Pour les articles homonymes, voir Pasek.
Yostin Lissette « Justine » Pasek Patiño (née le 29 août 1979 à Kharkiv en Ukraine) est un mannequin panaméen. Elle est élue Miss Univers 2002 par intérim. Elle est membre du programme des ambassadrices de bonne volonté de la FAO, depuis 2003.

## Biographie
Pasek est née à Kharkiv d'une mère panaméenne et d'un père polonais, affectueusement appelée par son nom polonais, « Justyna », elle habite en Ukraine pendant un an, mais passe la plupart de son enfance dans le village de Wożuczyn près de Zamość en Pologne, avant que sa famille ne déménage pour le Panama, après que sa mère ait terminé ses études en chimie.
Justine débute dans le mannequinat dans la télévision et les productions des défilés de mode, parallèlement fait ses études en génie de l'environnement en Nouvelle-Zélande, et obtient son diplôme. En 2002, Justine Pasek est couronnée Miss Univers 2002, par intérim pour manquement à ses obligations démises par Oksana Fiodorova Miss Russie 2002.

### Concours
Après avoir participé au concours national de Señorita Panamá 2001 le 30 août 2001 ; avoir gagné le titre de Señorita Panamá Universe et obtenue le droit de représenter son pays durant la 51e édition du concours de Miss Univers 2002, elle participe au Coliseo Roberto Clemente, à San Juan, Porto Rico le 29 mai 2002.